# Huangjiu

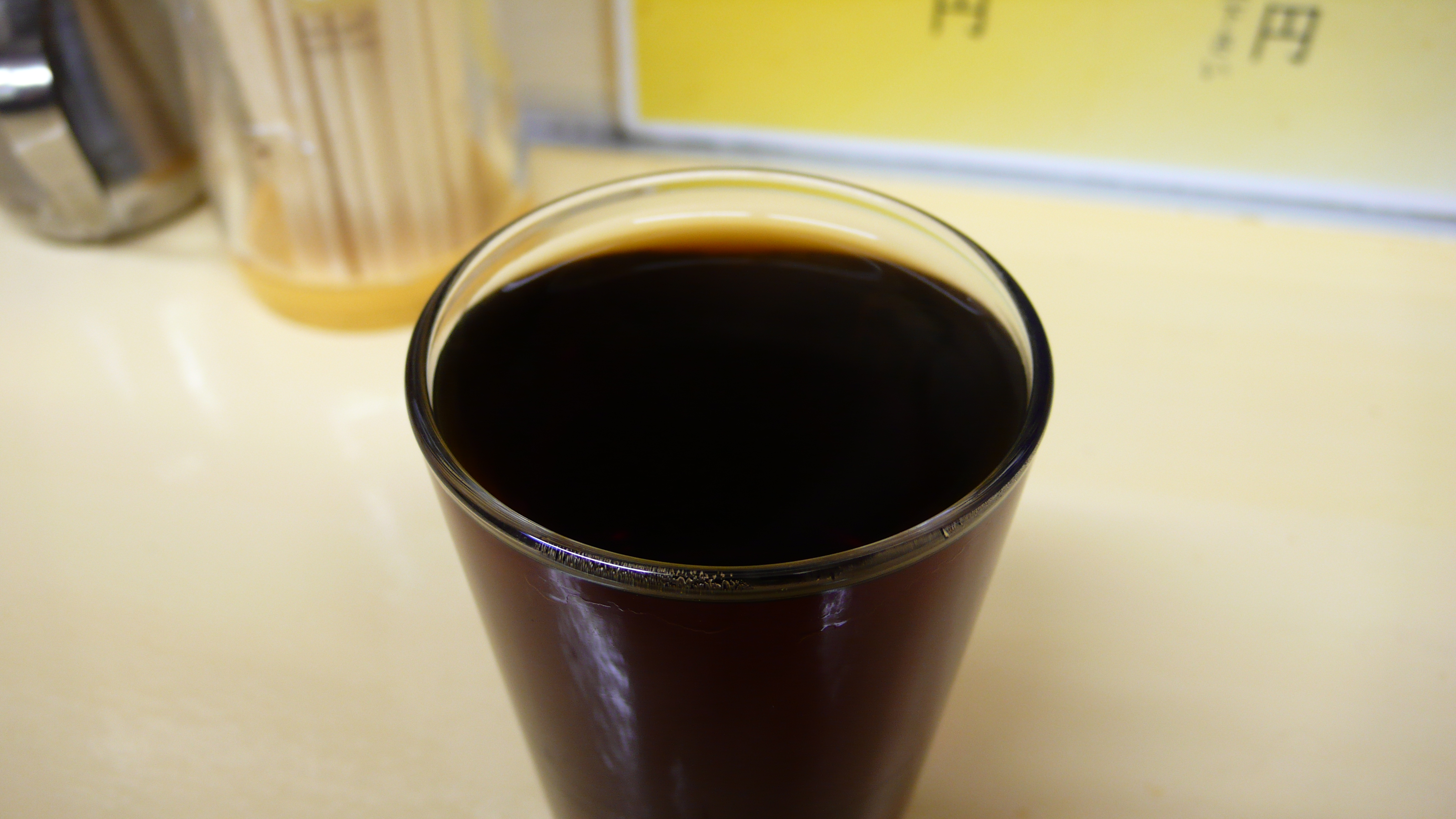
"Wino" shaoxing, jedna z odmian huangjiu

Huangjiu (chiń. upr. 黄酒; chiń. trad. 黃酒; pinyin huáng jiǔ; dosł. „żółty trunek”) – odmiana chińskich napojów alkoholowych, zazwyczaj produkowanych z ziaren ryżu, prosa lub pszenicy. W przeciwieństwie do baijiu napoje te nie zostają poddane destylacji i w związku z tym nie zawierają więcej niż 20% alkoholu. Według tradycyjnej receptury, trunki te są pasteryzowane, leżakowane i filtrowane przed butelkowaniem. Wbrew nazwie, w zależności od rodzaju mogą występować w wielu kolorach, od słomkowego po ciemnobrązowy. 
Huangjiu spożywa się bezpośrednio, albo schłodzony, albo na ciepło. Często też znajduje zastosowanie jako dodatek do potraw kuchni chińskiej.